# Гомес, Франсиско Эстебан
Франсиско Эстебан Гомес (исп. Francisco Esteban Gómez; 26 декабря 1783, Санта-Ана, остров Маргарита (ныне Нуэва-Эспарта, Венесуэла) — 6 августа 1853, Ла-Асунсьон, Венесуэла) — венесуэльский военачальник, генерал-майор, участник войны за независимость Венесуэлы. Государственный деятель.
Известен как «патриот-командир» острова Маргарита, отличился при обороне острова от вторжения испанских королевских войск. Почитается, как герой битвы при Матасиете (1817).

## Биография

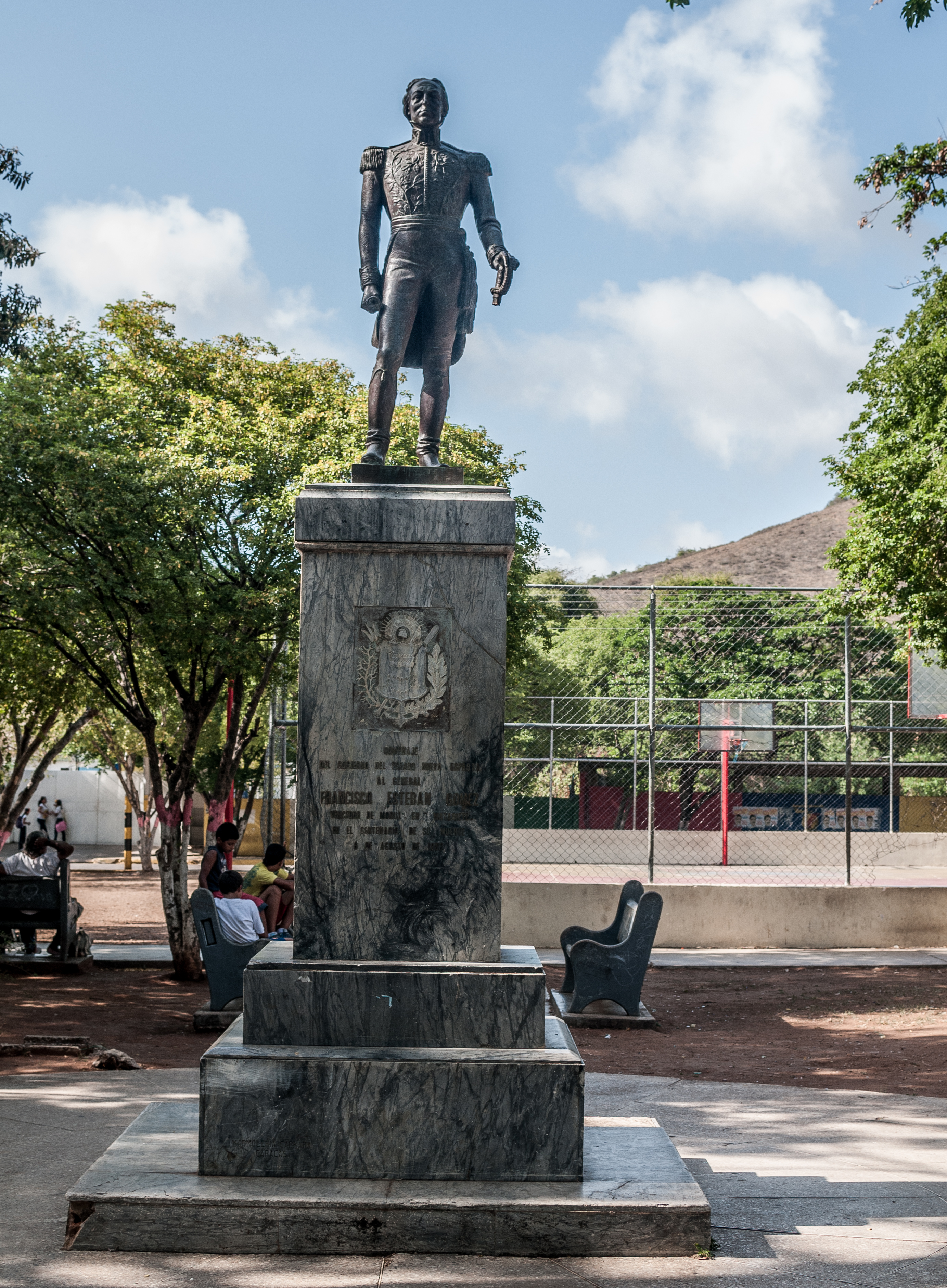
Памятник на родине Франсиско Эстебана Гомеса

Начал военную карьеру в качестве офицера, служил в чине капитана гренадеров, полковника, генерала, генерал-майора армии, и командовал вооруженными силами провинции Кумана. В 1817—1820 годах был губернатором острова Маргарита. В 1821 году представлял о. Маргарита на конгрессе Кукута.
Гомес присоединился к движению за обретение независимости испанских колоний в Америке в мае 1810 года, за что привлекался к преследованиям со стороны роялистского правительства, некоторое время скрывался на острове, в 1815 году был арестован. В 1815 году встал на сторону Хуана Баутисты Арисменди и участвовал в восстании, в результате которого с острова были изгнаны испанцы.
В мае 1816 года Симон Боливар присвоил ему звание полковника. Во время битвы 31 июля 1817 года Ф. Гомес сражался против генерала Пабло Морильо. Опубликовал манифест под названием «Большие народы и щедрый мир» в июне 1817 г. В июня того же года за победу в битве при Матасиете получил чин бригадного генерала.
В 1828 году один из сторонников генерала Франсиско де Паула Сантандера, выступившего против политики Боливара. В июне того же года, по возвращении в Венесуэлу, на Кюрасао установил контакт с противниками Боливара и получил от них несколько экземпляров брошюры Angustias de Colombia (1828), в которой содержалась критика Боливара. Прибыв в порт Ла-Гуайра, Гомес начал подпольно распространять брошюры, пока в середине октября 1828 года он не был обнаружен и арестован по приказу начальника политической полиции. В декабре 1828 года после судебного процесса, Ф. Гомес был приговорён к принудительному проживанию на острове Ла Пуна (Эквадор). После распада Великой Колумбии, учитывая новые политические обстоятельства, Гомес был освобождён и присоединился к сепаратистскому движению.
В 1830 году Хосе Антонио Паес назначил Гомеса главнокомандующим Маракайбо. В 1835 году президент Венесуэлы Хосе Мария Варгас поручил Гомесу командование вооруженными силами провинции Кумана. В 1837 году он занял должность главного операционного директора Куманы, Маргариты и Барселоны. В 1847 году получил свидетельство об инвалидности, но в 1853 году был назначен на должность губернатора о. Маргариты.
Умер в том же году в францисканском монастыре Асунсьона.
По указанию президента Венесуэлы в феврале 1876 года его останки были перенесены в Каракас и похоронены в Национальном пантеоне Венесуэлы 20 августа 1880 г.

## Память
- В венесуэльском штате Нуэва-Эспарта его именем назван муниципалитет Гомес.
- В декабре 1982 г. учреждён Орден Франсиско Эстебана Гомеса, который вручается штатом Нуэва-Эспарта как гражданским лицам, так и военным за долгую службу в региональной государственной администрации и за выдающиеся заслуги[1].